# Barokowe kościoły na Filipinach
Barokowe kościoły na Filipinach – cztery barokowe kościoły zbudowane w czasach gdy Filipiny były kolonia Hiszpanii. Wpisane są razem na listę światowego dziedzictwa UNESCO w 1993 roku. Trzy znajdują się na wyspie Luzon i jeden na Panay.

## Kontekst historyczny

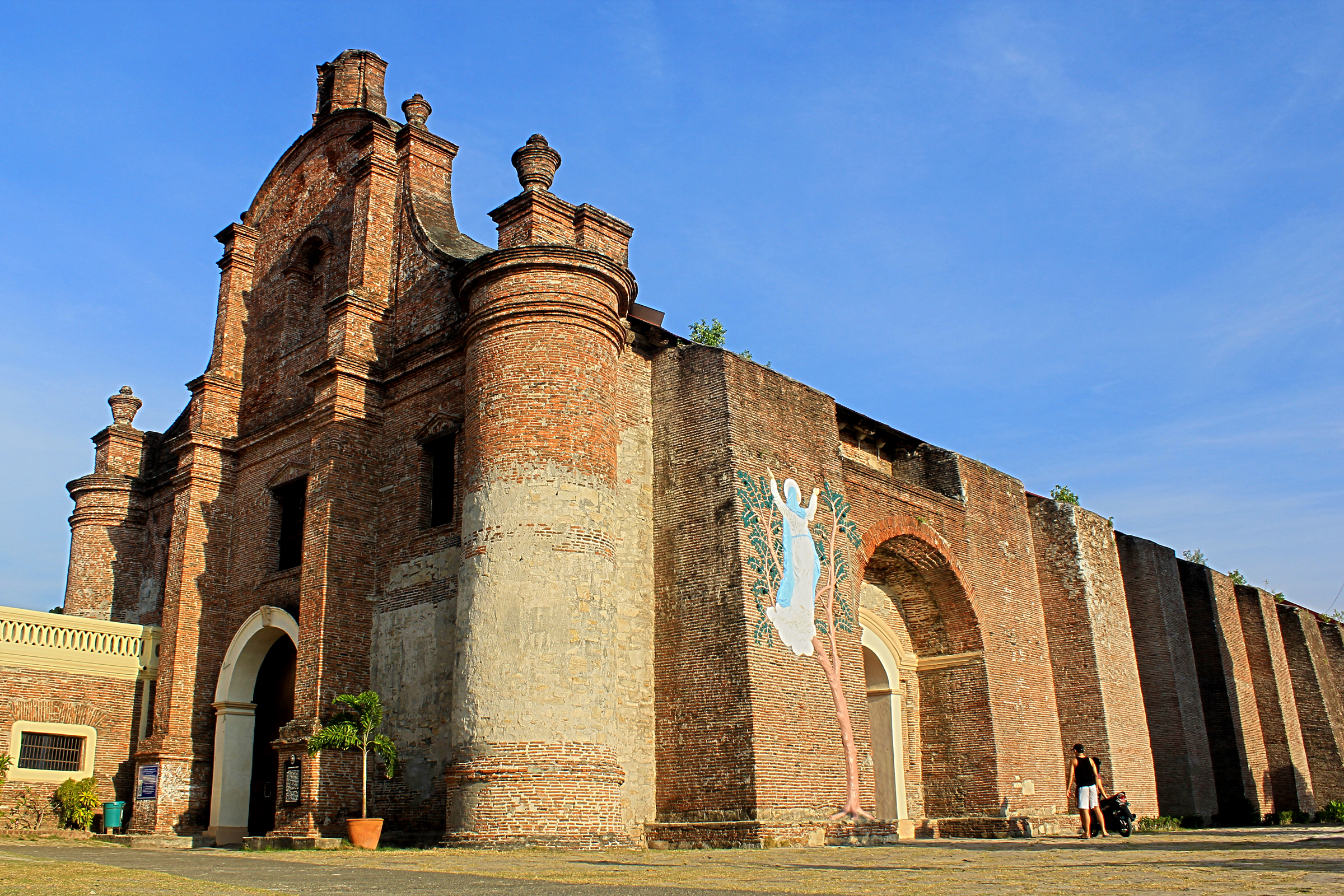
Archidiecezjalne Sanktuarium Matki Bożej Wniebowziętej w Filipinach

Barokowe kościoły powstawały na Filipinach w okresie kolonizacji hiszpańskiej w okresie 1521–1898. Inicjatorami budowy byli misjonarze ale wykonawcami miejscowa ludność i chińscy imigranci. Z tego względu architektura kościołów łączy wpływy hiszpańskie, chińskie i lokalne. Cztery kościoły wpisane na listę zaliczane są do najstarszych. Ta grupa kościołów ustanowiła styl budowania i projektowania, który został dostosowany do lokalnych warunków i miał istotny wpływ na późniejszą architekturę kościelną w regionie. Budynki te są wybitnymi przykładami filipińskiej interpretacji stylu barokowego i reprezentują fuzję europejskiego projektowania i budowy kościołów z lokalnymi materiałami i motywami dekoracyjnymi tworzącą lokalną tradycję budowania kościołów.

## Kościół San Augustin w Manili
Zbudowany w 1571 roku kościół św. Augustyna w Manili był pierwszym kościołem zbudowanym na wyspie Luzon. Działka pod budowę kościoła została przydzielone zakonowi Augustianów, pierwszemu, który ewangelizował na Filipinach. W 1587 roku pierwszy budynek z drewna i liści palmowych został zastąpiony kamiennym kościołem i klasztorem, który stał się domem macierzystym Augustianów na Filipinach.

## Kościół Najświętszej Maryi Panny Wniebowziętej w Santa Maria
Kościół Najświętszej Maryi Panny Wniebowziętej (hiszp. Nuestra Señora de la Asunción), powszechnie znany jako Kościół Santa Maria, jest kościołem parafialnym Santa Maria w prowincji Ilocos Sur na wyspie Luzon. Został zbudowany na szczycie wzgórza dzięki czemu spełniał też funkcje obronne.

## Kościół San Augustin w Paoay
Budowę kościoła w Paoay, znanego również jako kościół San Augustín, rozpoczął augustianin Antonio Estavillo w 1694 a ukończony został w 1710 roku. Para przypór w środkowym punkcie każdej ściany nawy ma schody prowadzące na dach. Dolna część apsydy i większość ścian jest zbudowana z bloków z kamienia koralowego, górne poziomy są wykończone cegłą. Dzwonnica przypominająca pagodę została dobudowana w połowie XVIII wieku.

## Kościół pw. św. Tomasza z Villanuevy w Miagao
Zbudowany przez 1580 rokiem jako kościół filialny parafii Oton, później do 1592 parafii Tigbauan, następnie do 1703 San Joaquin i Guimbal do 1731, kiedy to utworzono w Miagao odrębną parafię. Kościół został rozbudowany w latach 1734–1797.